# Saronno Foot Ball Club 1959-1960
Questa pagina raccoglie le informazioni riguardanti il Saronno Foot Ball Club nelle competizioni ufficiali della stagione 1959-1960.

## Stagione
Nella stagione 1959-60 il Saronno ha disputato il girone B del campionato di Serie D, con 49 punti in classifica ha ottenuto il primo posto ed è stato promosso in Serie C, al secondo posto la Solbiatese con 42 punti, al terzo la Pro Sesto con 40 punti.

## Rosa
| N. |                   | Ruolo | Calciatore        |
| -- | ----------------- | ----- | ----------------- |
|    | Italia (bandiera) | P     | Lino Minotti      |
|    | Italia (bandiera) | P     | Sergio Pozzi      |
|    | Italia (bandiera) | D     | Luciano Bosco     |
|    | Italia (bandiera) | D     | Giuseppe Lupi     |
|    | Italia (bandiera) | D     | Primo Montrasi    |
|    | Italia (bandiera) | D     | Guido Rosina      |
|    | Italia (bandiera) | D     | Luigi Sala        |
|    | Italia (bandiera) | C     | Antonio Catano    |
|    | Italia (bandiera) | C     | Pasquale Lombardi |

| N. |                   | Ruolo | Calciatore        |
| -- | ----------------- | ----- | ----------------- |
|    | Italia (bandiera) | C     | Giuseppe Nobili   |
|    | Italia (bandiera) | C     | Pietro Peiti      |
|    | Italia (bandiera) | C     | Elio Rampinelli   |
|    | Italia (bandiera) | A     | Giuseppe Broggi   |
|    | Italia (bandiera) | A     | Sergio Castorri   |
|    | Italia (bandiera) | A     | Francesco La Rosa |
|    | Italia (bandiera) | A     | Mario Meggiorini  |
|    | Italia (bandiera) | A     | Enzo Mustoni      |
|    | Italia (bandiera) | A     | Ivo Vetrano       |